# Баланович, Сергей Михайлович
Серге́й Миха́йлович Балано́вич (бел. Сяргей Міхайлавіч Балановіч; род. 29 августа 1987, Пинск, Брестская область) — белорусский футболист, полузащитник клуба «МЛ Витебск». Выступал за сборную Беларуси.

## Карьера

### Клубная
Воспитанник пинской СДЮШОР-3. Первый тренер — Валерий Е. Костяной.
Футбольную карьеру начинал в родном Пинске, где выступал за «Волну».
В 2008 году последовали приглашения от МТЗ-РИПО и солигорского «Шахтёра». В пользу последнего клуба футболистом было принято решение осуществить переход. 10 февраля 2014 года подписал новый контракт с клубом.
В начале июля 2014 года ездил на просмотр в клуб «Уфа». 14 августа перешёл в клуб «Амкар».
В «Амкаре» сразу стал игроком основы. Может выступать как на позиции защитника, так и на месте полузащитника. Первый гол за «Амкар» забил в сентябре 2015 года в выездной игре на Кубок России против нальчикского «Спартака». В сезоне 2017/2018 «Амкар» прекратил своё существование. В июле 2018 года Баланович вернулся в «Шахтёр», где стал игроком стартового состава. В декабре 2019 года продлил контракт с солигорским клубом.
В августе 2021 года Сергей подписал контракт со «Слуцком».
В феврале 2022 года перешёл в белорусский клуб «Макслайн». В начале 2023 года футболист продолжил карьеру в рогачёвском «Макслайне», который по итогу остался в Первой Лиге. В феврале 2023 года футболист официально продлил контракт с клубом. Проведя 15 (из 16) матчей в сезоне-2025 (отметился голевой передачей и получил 3 желтые карточки), заключил новое долгосрочное трудовой соглашение с «МЛ Витебск». Контракт подписан до 2030 года — тогда футболисту исполнится 43 года. На момент заключения договора клуб возглавлял турнирную таблицу, опережая «Славию» на 10 очков.

### В сборной
Был заявлен за молодёжную сборную Беларуси на 2009 в Швеции, однако ни разу не выходил на поле.
В национальной сборной Беларуси дебютировал 7 июня 2012 года в товарищеском матче со сборной Литвы в Минске (1:1). Забил свой дебютный мяч за сборную 14 ноября 2012 года в товарищеском матче со сборной Израиля в Иерусалиме (2:1), забил в игре 200-й гол в истории сборной Беларуси.
| №         | Дата             | Оппонент    | Счёт | Голы | Пасы | Карточки | Минуты   | Соревнование                          |
| --------- | ---------------- | ----------- | ---- | ---- | ---- | -------- | -------- | ------------------------------------- |
| 1e-06     |                  |             |      |      |      |          |          | Игрок команды «ФК Шахтёр (Солигорск)» |
| 1         | 7 июня 2012      | Литва       | 1:1  | —    | —    | —        | 60'      | Товарищеский матч                     |
| 2         | 15 августа 2012  | Армения     | 2:1  | —    | —    | —        | 1' 90+5' | Товарищеский матч                     |
| 3         | 7 сентября 2012  | Грузия      | 0:1  | —    | —    | —        | 56' 34'  | Отбор ЧМ-2014 (группа I)              |
| 4         | 11 сентября 2012 | Франция     | 1:3  | —    | —    | —        | 20' 70'  | Отбор ЧМ-2014 (группа I)              |
| 5         | 14 ноября 2012   | Израиль     | 2:1  | 46′  | —    | —        | 89'      | Товарищеский матч                     |
| 6         | 6 февраля 2013   | Венгрия     | 1:1  | —    | —    | —        | 45' 46'  | Товарищеский матч                     |
| 7         | 21 марта 2013    | Иордания    | 0:1  | —    | —    | —        | 64'      | Товарищеский матч                     |
| 8         | 25 марта 2013    | Канада      | 2:0  | —    | —    | —        | 83'      | Товарищеский матч                     |
| 9         | 3 июня 2013      | Эстония     | 2:0  | —    | 1    | —        | 28' 62'  | Товарищеский матч                     |
| 10        | 7 июня 2013      | Финляндия   | 0:1  | —    | —    | —        | 17'      | Отбор ЧМ-2014 (группа I)              |
| 11        | 14 августа 2013  | Черногория  | 1:1  | —    | —    | —        | 12' 78'  | Товарищеский матч                     |
| 12        | 6 сентября 2013  | Кыргызстан  | 3:1  | 30′  | 1    | —        | 90'      | Товарищеский матч                     |
| 13        | 10 сентября 2013 | Франция     | 2:4  | —    | —    | —        | 90'      | Отбор ЧМ-2014 (группа I)              |
| 14        | 11 октября 2013  | Испания     | 1:2  | —    | —    | —        | 90'      | Отбор ЧМ-2014 (группа I)              |
| 15        | 15 ноября 2013   | Албания     | 0:0  | —    | —    | —        | 66'      | Товарищеский матч                     |
| 16        | 19 ноября 2013   | Турция      | 1:2  | —    | —    | —        | 83'      | Товарищеский матч                     |
| 17        | 18 мая 2014      | Иран        | 0:0  | —    | —    | —        | 66'      | Товарищеский матч                     |
| 18        | 21 мая 2014      | Лихтенштейн | 5:1  | —    | —    | —        | 45' 46'  | Товарищеский матч                     |
| 18.000002 |                  |             |      |      |      |          |          | Игрок команды «ФК Амкар (Пермь)»      |
| 19        | 4 сентября 2014  | Таджикистан | 6:1  | —    | —    | —        | 45' 46'  | Товарищеский матч                     |
| 20        | 8 сентября 2014  | Люксембург  | 1:1  | —    | —    | —        | 90'      | Отбор ЧЕ-2016 (группа С)              |
| 21        | 9 октября 2014   | Украина     | 0:2  | —    | —    | —        | 90'      | Отбор ЧЕ-2016 (группа С)              |
| 22        | 12 октября 2014  | Словакия    | 1:3  | —    | —    | —        | 90'      | Отбор ЧЕ-2016 (группа С)              |
| 23        | 15 ноября 2014   | Испания     | 1:3  | —    | —    | 45'      | 90'      | Отбор ЧЕ-2016 (группа С)              |
| 24        | 25 марта 2016    | Армения     | 0:0  | —    | —    | —        | 90'      | Товарищеский матч                     |
| 25        | 29 марта 2016    | Черногория  | 0:0  | —    | —    | —        | 29' 61'  | Товарищеский матч                     |
| 26        | 1 июня 2017      | Швейцария   | 0:1  | —    | —    | —        | 90'      | Товарищеский матч                     |
| 27        | 9 июня 2017      | Болгария    | 2:1  | —    | —    | —        | 90'      | Отбор ЧМ-2018 (группа А)              |
| 28        | 31 августа 2017  | Люксембург  | 0:1  | —    | —    | 57'      | 90'      | Отбор ЧМ-2018 (группа А)              |
| 29        | 3 сентября 2017  | Швеция      | 0:4  | —    | —    | —        | 61'      | Отбор ЧМ-2018 (группа А)              |
| 30        | 7 октября 2017   | Нидерланды  | 1:3  | —    | 1    | 35'      | 76'      | Отбор ЧМ-2018 (группа А)              |
| 30.000003 |                  |             |      |      |      |          |          | Игрок команды «ФК Шахтёр (Солигорск)» |
| 31        | 8 сентября 2018  | Сан-Марино  | 5:0  | —    | —    | —        | 23' 67'  | Лига наций 2018/19 (группа D2)        |
| 32        | 11 сентября 2018 | Молдова     | 0:0  | —    | —    | —        | 18' 72'  | Лига наций 2018/19 (группа D2)        |
| 33        | 15 ноября 2018   | Люксембург  | 2:0  | —    | —    | —        | 18' 72'  | Лига наций 2018/19 (группа D2)        |

Итого: сыграно матчей: 33 / забито голов: 2; победы: 10, ничьи: 9, поражения: 14.

## Достижения
«Шахтёр» (Солигорск)
- Чемпион Беларуси (1): 2020
- Обладатель Кубка Беларуси (2): 2013/14, 2018/19
- Серебряный призёр чемпионата Беларуси (5): 2010, 2011, 2012, 2013, 2018